# Tove Jensen
Tove Jensen (Suecia, 23 de abril de 1958), popularmente conocida como Tiny Tove (pequeña Tove), es una actriz pornográfica sueca retirada. 
Tove realizó cinco sesiones de fotografía para el estudio danés Color Clímax y filmó alrededor de trece cortometrajes para adultos, algunas para Color Clímax, o para otros estudios, filmes que estaban hechos en rollos de 16 mm.

## Filmografía

### Cortometrajes
- Little Sexy Eva 1979 (EuroTeens)
- Lolita Clímax 1979 (EuroTeens)
- Film Orgy 1979 (EuroTeens)
- Lolita Orgasm 1979 (EuroTeens)
- Teenage Orgy 1979 (Pornorama)
- Teenage Tricks 1979 (CCC)
- Teach My Sister 1980 (CCC)
- Always Prepared 1980 (CCC)
- Young Flesh 1980 (CCC)
- Young Thai Tourist 1980 (CCC)
- Educating Tina 1980 (CCC)
- Birthday Surprise 1981 (CCC)
- Piss Service 1981 (CCC)

## Color Clímax compilations (Revista)
- Danish Hardcore 103
- Sex Orgy 828 Teenage Party
- Teenage Bestsellers 252
- Teenage Bestsellers 260